# Tiếng Marwar
Tiếng Marwar (còn được gọi là Marwadi, Marvadi) là một ngôn ngữ Rajasthan nói ở bang Rajasthan của Ấn Độ. Tiếng Marwar cũng được tìm thấy ở bang láng giềng Gujarat và Haryana, Đông Pakistan và một số cộng đồng di cư ở Nepal. Với khoảng 7,9 triệu người nói (2001), đây là một trong những ngôn ngữ lớn nhất của nhóm Rajasthan. Hầu hết các người nói sống ở Rajasthan, với 0.25 triệu người ở Sindh và một phần mười số đó ở Nepal. Tiếng Marwar có 20 phương ngữ.
Tiếng Marwar được viết phổ biến bằng chữ Devanagari, giống như tiếng Hindi, tiếng Marathi, tiếng Nepal và tiếng Phạn; nó từng được viết bằng chữ Mahajan và đang được viết bằng chữ Ba Tư-Ả Rập bởi người Marwar ở Đông Pakistan (biến thể chữ viết Naskh tiêu chuẩn/tây được sử dụng ở tỉnh Sindh, và biến thể Nastalik đông được sử dụng ở tỉnh Punjab), nhưng nơi này đang chuyển sang tiếng Urdu.
Tiếng Marwar không có địa vị chính thức trong chính phủ ở Ấn Độ và không được sử dụng làm ngôn ngữ giáo dục. Tiếng Marwar vẫn được nói ở khu vực Bikaner và Jodhpur.

## Lịch sử
Có ý kiến cho rằng tiếng Marwar và tiếng Gujarat phát triển từ Gujjar Bhakha hoặc Maru-Gurjar, ngôn ngữ của người Gurjar. Ngữ pháp chính thức của Gurjar Apabhraṃśa được viết bởi nhà sư Jain và học giả người Gujarat nổi tiếng Hemachandra Suri.

## Phân bố địa lý

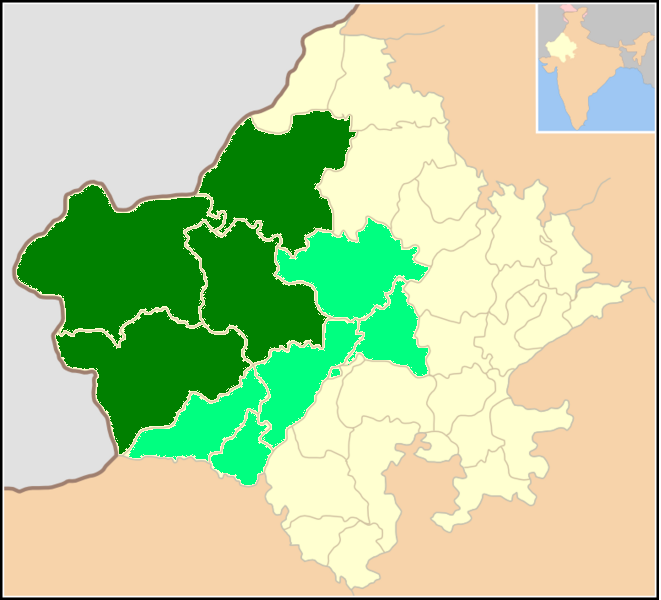
Màu xanh đậm biểu thị khu vực nói tiếng Marwar ở Rajasthan, màu xanh nhạt cho biết các khu vực phương ngữ bổ sung nơi người nói xác định ngôn ngữ của họ là tiếng Marwar.

Tiếng Marwar chủ yếu được nói ở bang Rajasthan của Ấn Độ. Những người nói tiếng Marwar phân tán rộng khắp Ấn Độ và các quốc gia khác nhưng đáng chú ý là ở bang Gujarat lân cận và ở Đông Pakistan. Nó cũng được tìm thấy ở Bhopal. Với khoảng 7,9 triệu người nói ở Ấn Độ theo điều tra dân số năm 2001. Có một số phương ngữ: Thaḷī (được nói ở phía đông huyện Jaisalmer và mạn tây bắc huyện Jodhpur), Bāgṛī (gần Haryana), Bhitrauti, Sirohī, Godwārī.

## Hệ thống chữ viết
Tiếng Marwar thường được viết bằng chữ Devanagari, mặc dù chữ Mahajan có truyền thống gắn liền với ngôn ngữ này. Theo truyền thống, nó được viết bằng chữ Mahajan (không có nguyên âm, chỉ có phụ âm). Ở Pakistan, nó được viết bằng chữ Ba-Tư-Ả Rập sửa đổi lại. Bảng chữ cái Marwar sử dụng các ký tự khác thay cho các chữ cái Devanagari tiêu chuẩn.